# Тис (Пермский край)
Тис — село в составе Суксунского городского округа в Пермском крае.

## Географическое положение
Село расположено в южной части округа по обоим берегам реки Сылва на расстоянии 19 километров на юго-восток от поселка Суксун.

## Климат
Климат континентальный. Зима продолжительная, снежная. Средняя температура января −16 °C. Лето умеренно-тёплое. Самый тёплый месяц — июль. Средняя температура июля +18 °C. Длительность периода с температурой более 10 °C соответствует периоду активной вегетации и составляет 120 дней, с температурой более 15 °C — 70 дней. Последние заморозки прекращаются в третьей декаде мая, а в отдельные годы — конце апреля или начале июня. Атмосферные осадки выпадают в количестве 470—500 мм в год.

## История
Село возникло в 1730 году, название дано по речке. ПозднееДемидовым Г. А. основан железоделательный завод, существовавший до начала XX века. В советский период истории существовали колхоз «Путь к социализму», сельхозартель "Тисовская, колхоз им. Свердлова. В 1945 году была построена Тисовская электростанция небольшой мощности. В разные годы работали лесопильный завод, сырзавод и известковое производство. До 2019 входило в состав Ключевского сельского поселения Суксунского района, после упразднения которых входит непосредственно в состав Суксунского городского округа.

## Население
Постоянное население составляло 414 человек в 2002 году (100 % русские), 356 человек в 2010 году.

## Известные уроженцы
- Куклин, Павел Филиппович (1900—1945) — советский военачальник, полковник.